# Луна-парк

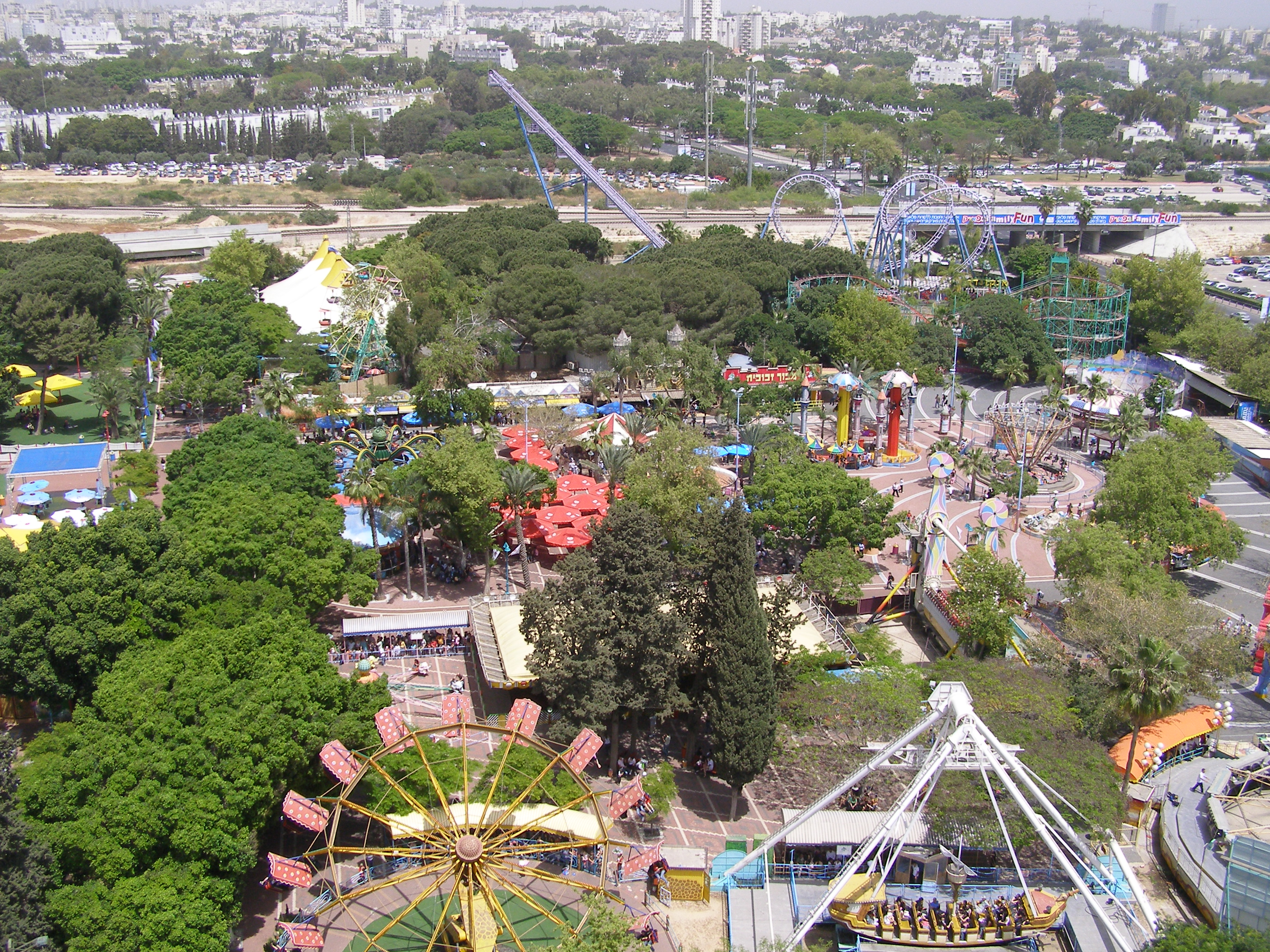

Луна-парк (англ. Luna park) — різновид парку розваг, кілька атракціонів, зібраних в одному місці. Отримав свою назву слідом за першим Луна-парком, який був названий за назвою корабля, який брав участь в атракціоні «Політ на Місяць»; корабель був названий «Луна» на честь Луни Данді, сестри одного з творців парку Елмера Данді.